# David Heindl
David Heindl (* 25. Juni 2004) ist ein österreichischer Fußballspieler.

## Karriere

### Verein
Heindl begann seine Karriere beim SV St. Marein/St. Lorenzen. Im September 2014 wechselte er in die Jugend der Kapfenberger SV. Im Februar 2020 rückte er in den Kader der dritten Mannschaft der Kapfenberger, ASC Rapid Kapfenberg. Für Rapid konnte er bis zum Ende der Saison 2019/20 aufgrund des COVID-bedingten Saisonabbruchs allerdings nicht mehr zum Einsatz kommen. In der ebenfalls abgebrochenen Saison 2020/21 kam er zu neun Einsätzen für Rapid in der sechstklassigen Unterliga.
Zur Saison 2021/22 rückte der Innenverteidiger in den Kader der fünftklassigen Amateure der Steirer. Nach zwölf Einsätzen für die Amateure debütierte er im Oktober 2021 bei seinem Kaderdebüt für die Profis in der 2. Liga, als er am 13. Spieltag jener Saison gegen die Young Violets Austria Wien in der 87. Minute für Christoph Pichorner eingewechselt wurde. Insgesamt kam Heindl zu 85 Zweitligaeinsätzen für die KSV, in denen er elf Tore erzielte.
Zur Saison 2025/26 wechselte Heindl nach Deutschland zu den viertklassigen Amateuren des Bundesligisten FC Bayern München, bei dem er einen bis 2028 laufenden Vertrag erhielt.

### Nationalmannschaft
Im März 2024 gab Heindl gegen Dänemark sein Debüt für die österreichische U-21-Auswahl.